# Épisodes d'Intelligence
Cet article présente le guide des épisodes de la série télévisée américaine Intelligence.

## Généralités
- Le 10 mai 2013, la série a été officiellement commandée par le réseau CBS[1].
- Au Canada, la série est diffusée en simultané sur le réseau CTV[2]. La diffusion des quatre derniers épisodes a été transférée sur CTV Two.
- En France, la série sera diffusée sur M6[3].
- La série est inédite dans tous les autres pays francophones.

## Distribution

### Acteurs principaux
- Josh Holloway : Gabriel Vaughn
- Meghan Ory : Riley Neal
- Marg Helgenberger : Lillian Strand
- Michael Rady : Chris Jameson
- John Billingsley : Shenendoah Cassidy
- P. J. Byrne : Nelson Cassidy

### Acteurs récurrents et invités
- Tomas Arana : Adam Weatherly
- Lance Reddick : DCI Jeffrey Tetazoo
- Will Yun Lee : Jim Cong (épisode 1 et 9)
- James Martinez : Gonzalo « Gonzo » Rodriguez (épisode 1)
- Zuleikha Robinson : Amelia Vaughn (épisode 1 à 3)
- Annie Wersching : Kate Anderson (épisode 3)
- Peter Coyote : Leland Strand, père de Lillian (épisodes 5, 12 et 13)
- Laura Slade Wiggins : Rebecca, fille de Lillian (épisode 10)

## Épisodes

### Épisode 1:Opération clockwork
- États-Unis /  Canada : 7 janvier 2014 sur CBS[4] / CTV[5]
- France : 12 février 2015 sur M6[6]

- États-Unis : 16,49 millions de téléspectateurs[7] (première diffusion)
- Canada : 2,391 millions de téléspectateurs[8] (première diffusion + différé 7 jours)
- France : 3,02 millions de téléspectateurs[9] (première diffusion)

- Elden Henson (Amos Pembroke)
- Will Yun Lee (Jin Cong)
- Rosalind Chao (Sheng-Li Wang)
- Grace Huang (Mei Chen)
- Jagua Arneja (Jeep Driver)
- Michael Benyaer (Badri Adani)
- Peter Bryant (DNI Carl Russell)
- Simon Chin (Huang Fu)
- Henry J. Mah (Anesthesiologist)
- Mesha Toor (Female Officer)

- Aux, États-Unis, le pilote a été exceptionnellement diffusé après un épisode original de NCIS.
- Au Canada, le pilote a été diffusé après un nouvel épisode d'Agents of S.H.I.E.L.D..

### Épisode 2:La Puce ou la Vie
- États-Unis /  Canada : 13 janvier 2014 sur CBS[4] / CTV
- France : 12 février 2015 sur M6

- États-Unis : 6,20 millions de téléspectateurs[10] (première diffusion)
- Canada : 1,748 million de téléspectateurs[11]  (première diffusion + différé 7 jours)
- France : 2,54 millions de téléspectateurs[9] (première diffusion)

- Zuleikha Robinson (Amelia)
- Nick Massouh (Malik)
- Tamer Aziz (Zafar)
- Cas Anvar (Ibrahim Al-Munin)
- Joseph David Jones (Lance Corporal)
- Tom Connolly (MP Security Officer)
- Yorgo Constantine (en) (Marius Cottier)
- Todd Quillen (Security Manager)
- Lidia Porto (Office Worker)
- Joey Anaya (Office Worker #2)
- Hrach Titizian (Imam)
- Daniel Zolghadri (Young Boy)

### Épisode 3:Le Retour de Mei Chen
- États-Unis /  Canada : 20 janvier 2014 sur CBS / CTV
- France : 12 février 2015 sur M6

- États-Unis : 5,77 millions de téléspectateurs[12] (première diffusion)
- Canada : 1,604 million de téléspectateurs[13] (première diffusion + différé 7 jours)
- France : 2,05 millions de téléspectateurs[9] (première diffusion)

- Zuleikha Robinson (Amelia)
- Tomas Arana (DNI Adam Weatherly)
- Faye Kingslee (Mei Chen)
- Elden Henson (Amos Pembroke)
- Annie Wersching (Kate Anderson)
- Russ Bain (Tristan Bissette)
- Emily Chang (Jenni Wu)
- Garret T. Sato (Chinese Ambassador)
- David Wong (Chinese Embassy Guard #1)
- Roy Vongtama (Chinese Embassy Guard #2)
- Lance Reddick (DCI Tetazoo)

### Épisode 4:Champ de trèfle
- États-Unis /  Canada : 27 janvier 2014 sur CBS / CTV
- France : 12 février 2015 sur M6

- États-Unis : 6,84 millions de téléspectateurs[14] (première diffusion)
- Canada : 1,792 million de téléspectateurs[15] (première diffusion + différé 7 jours)
- France : 1,29 million de téléspectateurs[9] (première diffusion)

- Tomas Arana (DNI Adam Weatherly)
- Bill Smitrovich (Stanwick Finnegan)
- Michael Trucco (Agent Griffin)
- Samantha Smith (Susan Hawkins)
- Chloe Noelle (Farrah Mahar)
- Tania Raymonde (Emily Tyner)
- Lance Reddick (DCI Tetazoo)
- Omar Elba (SMI Officer)
- Said Faraj (Col Hafez Shawqat)
- Misha Gonz-Cirkl (Agent Thomas)
- Vachik Mangassarian (Principal Abu Bakr)
- Kent Shocknek (Newscaster)

### Épisode 5:Échange de bons procédés
- États-Unis /  Canada : 3 février 2014 sur CBS / CTV
- France : 12 février 2015 sur M6

- États-Unis : 7,55 millions de téléspectateurs[16] (première diffusion)
- Canada : 1,842 million de téléspectateurs[17] (première diffusion + différé 7 jours)
- France : 0,937 million de téléspectateurs[9] (première diffusion)

- Peter Coyote (Leland Strand)
- Carlos Sanz (Hector)
- Robert Curtis Brown (Senator Thomas Bradshaw)
- René Ashton (Erika Bradshaw)
- Abbie Cobb (Mackenzie Bradshaw)
- Alex Alegria (Ramon)
- Lucas Davis (Carlos Reyes)
- Kimberly Whalen (Samantha Royce)
- Tina D'Marco (Luisa Reyes)
- Taja V. Simpson (Lobbyist)
- Mike Guerra (Tyler)
- Miredys Peguera (Naked Woman)

### Épisode 6:Le Patient zéro
- États-Unis /  Canada : 10 février 2014 sur CBS / CTV
- France : 19 février 2015 sur M6

- États-Unis : 7,12 millions de téléspectateurs[18] (première diffusion)
- Canada : 1,775 million de téléspectateurs[19]
- France : 2,07 millions de téléspectateurs[20] (première diffusion)

- Tomas Arana (DNI Adam Weatherly)
- Nick Searcy (General Greg Carter)
- Sandra Cevallos (DHS Anna Rachey)
- James MacDonald (DFBI Oliver Sicola)
- Ronnie Blevins (Luther Vick)
- Carrie Coon (Luanne Vick)
- Daniel S. Gonzalez (Tom-Tom Benitez)
- David Carpenter (Warden)
- Matthew Jones (Jones)

### Épisode 7:L'Infiniment Petit
- États-Unis /  Canada : 17 février 2014 sur CBS / CTV
- France : 19 février 2015 sur M6

- États-Unis : 5,85 millions de téléspectateurs[21] (première diffusion)
- Canada : 1,689 million de téléspectateurs[22]
- France : 1,90 million de téléspectateurs[20] (première diffusion)

- Tomas Arana (DNI Adam Weatherly)
- Tommy Dewey (Bryce Tyler)
- Samantha Cutaran (Audrie)
- David Marciano (Gordon Greyson)
- Yves Bright (Professor Donovan)
- Francesca Baer (Olivia)
- Silvia McClure (Doctor)
- Lucia Sullivan (Nurse)
- Scott Speiser (Paramedic)
- Lamont Holmes (Security Officer)

### Épisode 8:Delta force
- États-Unis /  Canada : 24 février 2014 sur CBS / CTV
- France : 19 février 2015 sur M6

- États-Unis : 5,41 millions de téléspectateurs[23] (première diffusion)
- Canada : 1,632 million de téléspectateurs[24] (première diffusion + différé 7 jours)
- France : 1,63 million de téléspectateurs[20] (première diffusion)

- Tomas Arana (DNI Adam Weatherly)
- Matt Gerald (Norris)
- Yancey Arias (Javier Leon)
- Iris Almario (Marcela Leon)
- Jaime Zevallos (Nestor)
- Chad Guerrero (Vicente)
- Michael Albala (Undersecretary)
- Lance Reddick (DCI Tetazoo)
- Paris Benjamin (Afghan Mother)
- Yanellie Ireland (Afghan Girl)

### Épisode 9:La Liste d'Athènes
- États-Unis /  Canada : 3 mars 2014 sur CBS / CTV
- France : 19 février 2015 sur M6

- États-Unis : 5,35 millions de téléspectateurs[25] (première diffusion)
- Canada : 1,456 million de téléspectateurs[26] (première diffusion + différé 7 jours)
- France : 1,31 million de téléspectateurs[20] (première diffusion)

- Will Yun Lee (Jin Cong)
- Richard Chiu (Jung Ahn)
- Alexandre Chen (Bok Wor)
- Charlie Koznick (David Collingsworth)
- Andrea Grano (Susan Marsham)
- Johnny Kostrey (Norman)
- Stephen Oyoung (Gunman Bravo)
- Bethany Levy (Tech)

### Épisode 10:Panique à San Francisco
- États-Unis /  Canada : 10 mars 2014 sur CBS / CTV Two
- France : 26 février 2015 sur M6[27]

- États-Unis : 6,62 millions de téléspectateurs[28] (première diffusion)
- France : 2,12 millions de téléspectateurs[29] (première diffusion)

- Tomas Arana (DNI Adam Weatherly)
- Laura Slade Wiggins (Rebecca Strand)
- Alan Ruck (Jonathan Cain)
- Dean Chekvala (Jano)
- Jack Topalian (Vincent Canello)
- John Pollono (Eric Hanson)
- Monica Herman (Jenna Hanson)
- Brooke Robinson (Hanna Hanson)
- Stephanie Nash (Mrs. Cain)
- Gerald Webb (Cybercom Agent)
- Tom Konkle (Ted)
- Danta Swain (Alex)

### Épisode 11:Un trait de génie
- États-Unis /  Canada : 17 mars 2014 sur CBS / CTV Two
- France : 26 février 2015 sur M6

- États-Unis : 5,30 millions de téléspectateurs[30] (première diffusion)
- France : 2,06 millions de téléspectateurs[29] (première diffusion)

- Octavius J. Johnson (Troy Ricksen)
- Kristof Konrad (Torbin Salvi)
- Ilia Volok (Dominik Salvi)
- Agnes Olech (Alyona)
- Michael Klesic (Bearded Ukrainian)
- Konstantin Lavysh (Large Ukrainian Man)
- Ethan Cohn (Danny)
- Sandra Cevallos (DHA Anna Rachey)
- Dan Klass (Director of NRC)
- Desiree Hall (Jenna)
- Kent Shocknek (Reporter)
- Endre Hules (Ambassador Serge Rudonov)
- Sydney Hall (Drew)

### Épisode 12:Les Six tigres (1/2)
- États-Unis /  Canada : 24 mars 2014 sur CBS / CTV Two
- France : 26 février 2015 sur M6

- États-Unis : 4,99 millions de téléspectateurs[31] (première diffusion)
- France : 1,81 million de téléspectateurs[29] (première diffusion)

- Faye Kingslee (Mei Chen)

### Épisode 13:Les Six tigres (2/2)
- États-Unis /  Canada : 31 mars 2014 sur CBS[32] / CTV Two
- France : 26 février 2015 sur M6

- États-Unis : 5,55 millions de téléspectateurs[33] (première diffusion)
- France : 1,58 million de téléspectateurs[29] (première diffusion)

- Peter Coyote (Leland Strand)
- Lance Reddick (DCI Jeffrey Tetazoo)
- Tomas Arana (DNI Adam Weatherly)
- Faye Kingslee (Mei Chen)
- Debra Mooney (Mary Vaughn)
- Bonita Friedericy (Governor Christy Cameron)
- Tony Amendola (Parviz Shirazi)

## Audiences aux États-Unis
| N° d'épisode | Titre original                | Titre français           | Chaîne | Date de diffusion originale | Audience (en millions de téléspectateurs) | Pdm sur les 18-49 ans |
| ------------ | ----------------------------- | ------------------------ | ------ | --------------------------- | ----------------------------------------- | --------------------- |
| 1            | Pilot                         | Opération clockwork      | CBS    | 7 janvier 2014              | 16.49                                     | 2.4                   |
| 2            | Red X                         | La puce ou la vie        | CBS    | 13 janvier 2014             | 6.20                                      | 1.2                   |
| 3            | Mei Chen Returns              | Le retour de Mei Chen    | CBS    | 20 janvier 2014             | 5.77                                      | 1.1                   |
| 4            | Secrets of the Secret Service | Champ de trèfle          | CBS    | 27 janvier 2014             | 6.84                                      | 1.5                   |
| 5            | The Rescue                    | Échange de bons procédés | CBS    | 3 février 2014              | 7.55                                      | 1.5                   |
| 6            | Patient Zero                  | Le Patient zéro          | CBS    | 10 février 2014             | 7.12                                      | 1.3                   |
| 7            | Size Matters                  | L'infiniment petit       | CBS    | 17 février 2014             | 5.85                                      | 1.2                   |
| 8            | Delta Force                   | Delta force              | CBS    | 24 février 2014             | 5.41                                      | 1.2                   |
| 9            | Athens                        | La Liste d'Athènes       | CBS    | 3 mars 2014                 | 5.35                                      | 1.2                   |
| 10           | Cain and Gabriel              | Panique à San Francisco  | CBS    | 10 mars 2014                | 6.62                                      | 1.3                   |
| 11           | The Grey Hat                  | Un trait de génie        | CBS    | 17 mars 2014                | 5.30                                      | 1.1                   |
| 12           | The Event Horizon             | Les Six Tigres (1/2)     | CBS    | 24 mars 2014                | 4.99                                      | 1.1                   |
| 13           | Being Human                   | Les Six Tigres (2/2)     | CBS    | 31 mars 2014                | 5.55                                      | 1.2                   |